# Gyptis incompta
Gyptis incompta är en ringmaskart som beskrevs av Ehlers 1913. Gyptis incompta ingår i släktet Gyptis, och familjen Hesionidae. Inga underarter finns listade i Catalogue of Life.